# USS John J. Powers (DE-528)
USS John J. Powers (DE-528) là một tàu hộ tống khu trục lớp Evarts được Hải quân Hoa Kỳ chế tạo trong Chiến tranh Thế giới thứ hai. Nó là chiếc tàu chiến duy nhất của Hải quân Mỹ được đặt theo tên Đại úy Hải quân John James Powers (1912-1942), phục vụ cùng Liên đội Ném bom VB-5 thuộc tàu sân bay Yorktown (CV-5), đã tử trận trong Trận chiến biển Coral vào ngày 8 tháng 5, 1942 và được truy tặng Huân chương Danh dự. Nó đã phục vụ cho đến khi chiến tranh kết thúc, xuất biên chế vào ngày 16 tháng 10, 1945 và xóa đăng bạ vào ngày 1 tháng 11, 1945. Con tàu bị bán để tháo dỡ vào năm 1946. John J. Powers được tặng thưởng một Ngôi sao Chiến trận do thành tích phục vụ trong Thế Chiến II.

## Thiết kế và chế tạo
Những chiếc thuộc lớp tàu khu trục Evarts có chiều dài chung 289 ft 5 in (88,21 m), mạn tàu rộng 35 ft 1 in (10,69 m) và độ sâu mớn nước khi đầy tải là 8 ft 3 in (2,51 m). Chúng có trọng lượng choán nước tiêu chuẩn 1.140 tấn Anh (1.160 t); và lên đến 1.430 tấn Anh (1.450 t) khi đầy tải. Hệ thống động lực bao gồm bốn động cơ diesel General Motors Kiểu 16-278A nối với bốn máy phát điện để vận hành hai trục chân vịt; công suất 6.000 hp (4.500 kW) cho phép đạt được tốc độ tối đa 21 kn (24 mph; 39 km/h), và có dự trữ hành trình 4.150 nmi (4.780 mi; 7.690 km) khi di chuyển ở vận tốc đường trường 12 kn (14 mph; 22 km/h).
Vũ khí trang bị bao gồm ba pháo 3 in (76 mm)/50 cal trên tháp pháo nòng đơn có thể đối hạm hoặc phòng không, một khẩu đội 1,1 inch/75 caliber bốn nòng và chín pháo phòng không Oerlikon 20 mm. Vũ khí chống ngầm bao gồm một dàn súng cối chống tàu ngầm Hedgehog Mk. 10 (có 24 nòng và mang theo 144 quả đạn); hai đường ray Mk. 9 và tám máy phóng K3 Mk. 6 để thả mìn sâu.
John J. Powers được đặt lườn tại Xưởng hải quân Boston ở Boston, Massachusetts vào ngày 25 tháng 9, 1943. Nó được hạ thủy vào ngày 2 tháng 11, 1943; được đỡ đầu bởi bà John J. Powers, mẹ của Đại úy Powers, và nhập biên chế vào ngày 29 tháng 2, 1944 dưới quyền chỉ huy của Hạm trưởng, Thiếu tá Hải quân Edgar Allan Loew.

## Lịch sử hoạt động
Sau khi hoàn tất việc chạy thử máy huấn luyện tại khu vực Bermuda, John J. Powers quay trở về Boston, Massachusetts vào ngày 19 tháng 4, 1944 để tiếp tục thực hành chống tàu ngầm. Nó đi đến thành phố New York để tham gia hộ tống một đoàn tàu vận tải đi sang Châu Âu, rồi lên đường vào ngày 2 tháng 5; con tàu hộ tống một đoàn tàu vận tải khác trong chặng quay trở về, đến nơi vào ngày 28 tháng 5. Nó tiếp tục phục vụ hộ tống trong một chuyến đi khứ hồi tiếp theo, khi Hoa Kỳ tiếp tục tích lũy lực lượng và tiếp liệu cho cuộc chiến đang tiếp diễn tại Mặt trận Tây Â. Nó quay trở về Boston vào ngày 2 tháng 8, và sau đó tiếp tục huấn luyện xen kẻ với nhiệm vụ hộ tống vận tải dọc bờ biển từ New York cho đến Halifax, Nova Scotia.
Lên đường vào ngày 19 tháng 9 để quay trở lại nhiệm vụ hộ tống vận tải vượt Đại Tây Dương, John J. Powers bảo vệ cho một nhóm tàu chở dầu và xà lan đi sang Anh; bảy ngày sau đó, nó cứu vớt bốn thành viên thủy thủ đoàn chiếc tàu kéo Lục quân ST-719 bị lật úp trên biển. Nó quay trở về New York vào ngày 20 tháng 11, rồi sang tháng 12 đã tiến hành những thử nghiệm mìn sâu đặc nhiệm theo yêu cầu của Văn phòng Đạn dược Hải quân Hoa Kỳ ngoài khơi New York và trong vịnh Chesapeake. Sang đầu năm 1945 con tàu còn thực hiện thêm ba chuyến hộ tống vận tải sang Casablanca, Morocco; nó rời Mers El Kébir vào ngày 7 tháng 5 để quay trở về Hoa Kỳ, vào đúng ngày Đức quốc xã đầu hành kết thúc chiến tranh tại Châu Âu.
Về đến New York vào ngày 23 tháng 5, John J. Powers tiếp tục hoạt động tại khu vực Casco Bay, Maine trước khi đi đến Miami, Florida vào ngày 21 tháng 7, nơi nó hoạt động như một tàu huấn luyện. Trong tháng 8, con tàu phục vụ huấn luyện chiến thuật cho học viên sĩ quan; và sau khi Thế Chiến II kết thúc hoàn toàn tại Thái Bình Dương, nó đi đến Charleston, South Carolina vào ngày 8 tháng 9. Con tàu được cho xuất biên chế tại đây vào ngày 16 tháng 10, 1945, và được tháo dỡ tại Xưởng hải quân Charleston vào tháng 2, 1946.

## Phần thưởng[1]
|  | Bronze star |

| Huân chương Chiến dịch Hoa Kỳ | Huân chương Chiến dịch Châu Âu-Châu Phi-Trung Đông với 1 Ngôi sao Chiến trận | Huân chương Chiến dịch Châu Âu-Châu Phi-Trung Đông với 1 Ngôi sao Chiến trận | Huân chương Chiến thắng Thế Chiến II |